# Fallinlove2nite
Singles de Prince
Pretzelbodylogic
(2014)
Fallinlove2nite est une chanson de Prince enregistrée en duo avec l'actrice Zooey Deschanel. La chanson a été distribuée au format numérique le 17 mars 2014 et diffusée 4 jours plus tôt via la webradio iHeartRadio.
La chanson a été diffusée la première fois dans un épisode de la série New Girl, où Zooey Deschanel y tient le rôle principal et dans lequel Prince fait une apparition. Par ailleurs, l'épisode a attiré 25,8 millions de téléspectateurs et réalise son plus gros score en audimétrie.